# Zweibrüggen
Zweibrüggen ist ein Stadtteil von Übach-Palenberg im Kreis Heinsberg. Der Ort liegt an der Wurm zwischen den Stadtteilen Windhausen und Frelenberg.
Sehenswert sind die Mühle Zweibrüggen, welche noch bis zur Regulierung der Wurm 1974 in Betrieb war, das Schloss Zweibrüggen und das Backes, welches unter Denkmalschutz steht.

## Geschichte
Erstmals urkundlich genannt wird Zweibrüggen bereits 1373. 1460 wird der Ort als Zwenbrughen und 1508 als Tweynbruggen erwähnt. Der Name bedeutet Siedlung bei den Brücken über die Wurm. Am 1. Mai 1935 entstand die Gemeinde Übach-Palenberg aus den bis dahin selbständigen Bürgermeistereien Scherpenseel und Frelenberg sowie der Gemeinde Übach.
Am 31. Dezember 2006 lebten in Zweibrüggen 120 Personen.

## Schloss Zweibrüggen

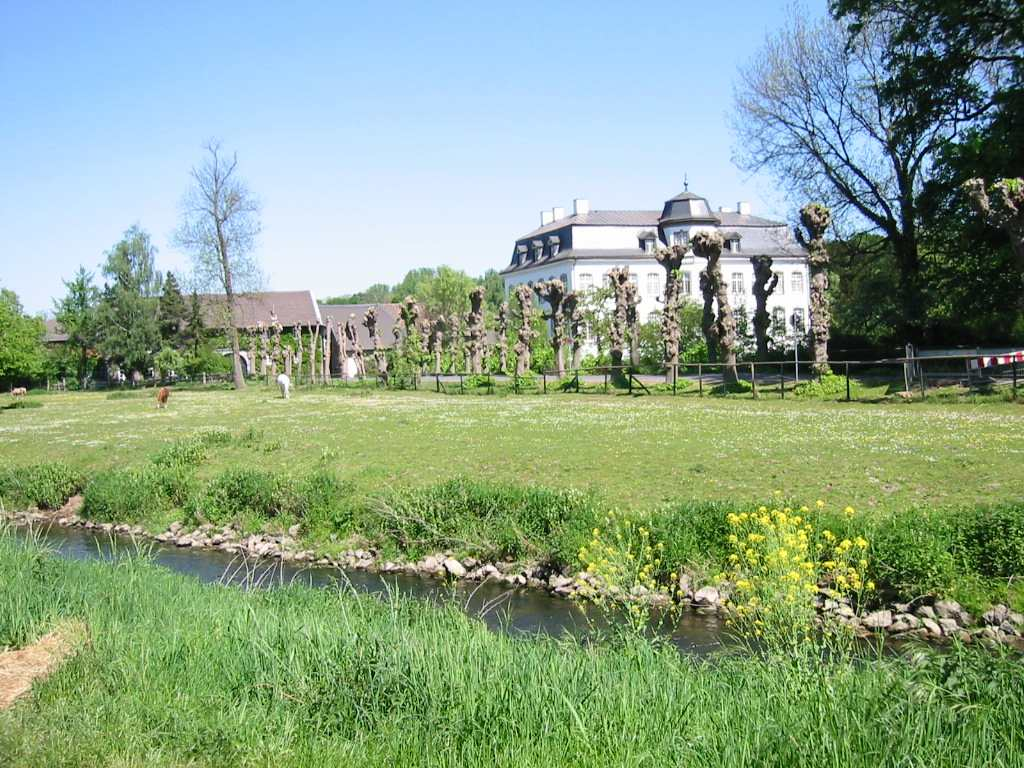
Schloss Zweibrüggen im Wurmtal

Das Schloss ist eine 1341 gegründete ehemalige Wasserburg mit einem 1648 auf mittelalterlichen Fundamenten errichteten Herrenhaus. 1788 wurde es von Joseph Anton von Negri im klassizistischen Baustil anstelle der alten Burganlage errichtet und von 1999 bis 2004 restauriert. Heute befindet es sich im Besitz der Stadt Übach-Palenberg.

## Zweibrügger Mühle

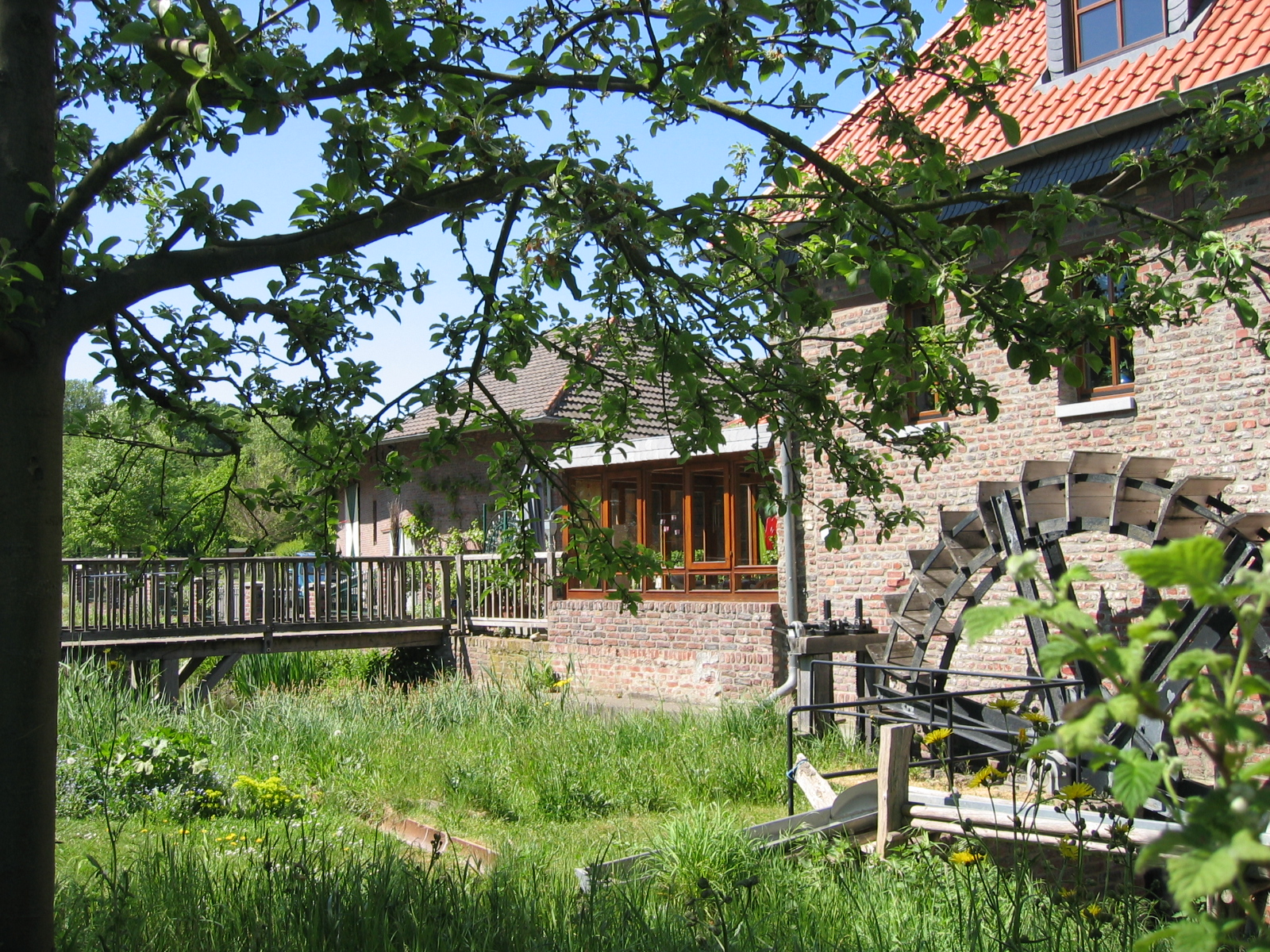
Ehemalige Wassermühle bei Zweibrüggen

Die Zweibrügger Mühle war eine Wassermühle mit drei unterschlächtigen Wasserrädern an der Wurm. Bereits im Jahr 1450 wurde die Mühle erstmals in Aufzeichnungen erwähnt.

## Verkehr
Der nächste Bahnhof ist Übach-Palenberg an der Bahnstrecke Aachen–Mönchengladbach. Die nächsten Anschlussstellen sind „Alsdorf“ und „Aldenhoven“ an der A 44 sowie „Heinsberg“ an der A 46.
Die AVV-Buslinie 431 der WestVerkehr verbindet Zweibrüggen mit weiteren Stadtteilen sowie mit Geilenkirchen und Baesweiler. Abends und am Wochenende kann zusätzlich der Multi-Bus angefordert werden.
| Linie | Verlauf |
| ----- | --- |
| 431   | Geilenkirchen Bf – Frelenberg – Zweibrüggen – Marienberg – Palenberg Bf – Palenberg – Übach – Boscheln – Baesweiler |